# هيرمان راوشنغ
هيرمان راوشنغ (من 7 أغسطس 1887 إلى 8 فبراير 1982) رجعيًا محافظًا ألمانيًا  انضم لفترة قصيرة إلى الحركة النازية قبل الانفصال عنها.  كان رئيسًا لمدينة دانزيغ الحرة في الفترة من 1933 إلى 1934، حيث قاد خلالها مجلس الشيوخ لمدينة دانزيغ الحرة. في عام 1934، تخلى عن عضوية الحزب النازي وفي عام 1936 هاجر من ألمانيا. استقر أخيرًا في الولايات المتحدة وبدأ في إدانة النازية علانية. يُعرف راوشنغ بشكل رئيسي بكتابه Gespräche mit Hitler ( محادثات مع هتلر، العنوان الأمريكي: صوت التدمير، اللقب البريطاني: هتلر يتحدث ) والذي ادعى أنه أجرى العديد من الاجتماعات والمحادثات مع أدولف هتلر.

## حياة
ولد في Thorn، الإمبراطورية الألمانية (الآن تورون، بولندا ) لضابط في الجيش البروسي في مقاطعة بروسيا الغربية. التحق بمعهد بروس كاديت كوربس في بوتسدام وفي عام 1911، حصل على الدكتوراه من جامعة برلين. حارب في الحرب العالمية الأولى كملازم  وأصيب بجروح في العمل.  بعد الحرب، استقر في المنطقة المحيطة بمدينة دانزيغ الحرة (الآن غدانسك، بولندا)، حيث كان يملك الأراضي.

## الحياة السياسية
عاش في بوزن (الآن بوزنان )  وكان بارزًا في مجتمعها التاريخي.  في عام 1930، نشر عملاً تحت عنوان Die Entdeutschung Westpreußens und Posens (The Degermanisation of West Prussia and Posen). وفقا لراوشينغ، تعرض الألمان في تلك المناطق باستمرار للضغوط لمغادرة بولندا.

## السقوط من السلطة
في 23 نوفمبر 1934 ، استقال من مجلس الشيوخ والحزب. في انتخابات Danzig في أبريل 1935، دعم المرشحين «الدستوريين» ضد النازيين وكتب مقالات تدعم التعاون مع البولنديين، مما أغضب النازيين. وجد Rauschning نفسه في خطر شخصي. 

## روابط خارجية
- هيرمان راوشنغ على موقع مونزينجر (الألمانية)